# 螞蟻死亡漩渦

螞蟻死亡漩渦

螞蟻死亡漩渦（ant mill）是一種發生在行軍蟻的獨特現象，一群與主要覓食隊伍分離的行軍蟻失去了訊息費洛蒙（trail pheromone）軌跡，開始互相追隨，形成一個不斷旋轉的圓圈。 這個圓圈通常被稱為“死亡漩渦”，因為螞蟻最終可能會死於精疲力竭。它已在實驗室和蟻群模擬中重現。
這種現像是蟻群的自組織結構的副作用。 每隻螞蟻都會跟隨它前面的螞蟻，直到出現輕微的偏差（通常是由環境觸發），並形成死亡漩渦。1921年，威廉·畢比首次描述了螞蟻死亡漩渦，他觀察到了1200英尺（約370m）的死亡漩渦在圓週上。 每隻螞蟻轉一圈要兩個半小時。 在異舟蛾亞科和魚類中也發現了類似的現象。